# Nomen oblitum
Nomen oblitum (Plural: nomina oblita; latim de "nome esquecido") é um termo técnico, usado na nomenclatura zoológica, por um tipo particular de nome científico em desuso.
Em seu presente significado, o nomen oblitum surgiu em 1999, na edição do Código Internacional de Nomenclatura Zoológica. Depois de 1 de janeiro de 2000, um nome científico que pode ser formalmente declarado um nomen oblitum quando foi demonstrado não ter sido usado como um nome válido dentro da comunidade científica desde 1899, e quando ele é tanto um sinônimo sênior (há também um nome mais recente que se aplica ao mesmo táxon, e que é de uso comum) ou um homônimo (que está escrito o mesmo que um outro nome, que é de uso comum), e quando o sinônimo júnior preferido ou homônimo foi mostrado para ser utilizada em larga escala de 50 ou mais publicações nas últimas décadas. Uma vez que um nome formalmente foi declarado para ser um nomen oblitum, o nome em desuso deve ser "esquecido". Pelo mesmo ato, o próximo nome disponível deve ser declarado para ser um nomen protectum; a partir de então, ele tem precedência.
Um exemplo é o caso do nome científico para o tubarão-leopardo. Apesar do nome Mustelis felis sendo o sinônimo sênior, um erro na gravação as datas de publicação resultou na utilização generalizada de Triakis semifasciata como nome científico do tubarão-leopardo. Após esse erro de longa data ser descoberto, T. semifasciata foi feito o nome válido (como nomen protectum) e Mustelis felis foi descalcificado como inválido (como nomen oblitum).